# Івано Вендраме
Івано Вендраме (італ. Ivano Vendrame, 19 травня 1997) — італійський плавець.
Призер Чемпіонату Європи з водних видів спорту 2018 року.